# Дюрен, Джейлен
Джейлен Монтез Дюрен (англ. Jalen Montez Duren; род. 18 ноября 2003, Шарон-Хилл, Пенсильвания) — американский профессиональный баскетболист  клуба НБА «Детройт Пистонс».

## Ранние годы
Дюрен родился в Шарон-Хилле, штат Пенсильвания, до того, как его семья переехала в Нью-Касл, штат Делавэр. Он рос, играя в футбол и бейсбол, а также в баскетбол, на котором он в конечном итоге сосредоточился, когда стал старше и улучшил свои навыки. Дюрен учился в средней школе Ганнинг Бедфорд в Нью-Касле, где играл в баскетбольной команде и начал привлекать внимание как ученик седьмого класса ростом 196 см в 2017 году. Его заметил Роб Браун, программный директор клуба любительского спортивного союза из Филадельфии под названием Team Final, который быстро завербовал его в программу. К восьмому классу Дюрен вырос примерно до 203 см и ещё больше укрепил свой авторитет, приведя команду 15U Team Final к титулу чемпиона MADE Hoops League. Отличные результаты в средней школе MADE Hoops и лагере восходящих звезд CP3 тем летом укрепили его позицию одного из лучших игроков в своём классе.

## Карьера в школе
Дюрен решил играть в баскетбол в католической средней школы в Филадельфии вместе с товарищем по команде AAU и высококлассным защитником Джастисом Уильямсом после того, как его лично завербовал главный тренер Мэтт Гриффин. Он набирал в среднем 12,8 очков, 9,3 подборов и 2,5 блок-шота за игру, попадая 71% с игры в качестве новичка, что привело его команду ко второму подряд титулу Филадельфийской католической лиги. Он заслужил попадание в первую команду всех лиг и во вторую команду всех штатов.. Тем летом он был выдающимся игроком в лагере Nike Elite 100 2019.
В среднем Дюрен набирал 18,1 очков, 12,5 подборов и 3,4 блок-шота за игру в течение своего второго года, что привело его команду к результату 18–10. В первом раунде плей-офф Католической лиги он набрал 18 очков и 18 подборов против школы Боннер-Прендергаст (61:59), забив победный бросок с сиреной в День святого Валентина. Он набрал 20 очков и 18 подборов в их полуфинальной победе со счетом 83:73 над чемпионами регулярного сезона школы Архиепископа Вуда на «Палестре». Однако в финальной игре они устутпили школе Нойманна Горетти (58:66). Дюрен тогда набрал 11 очков и 16 подборов. В первом раунде плей-офф PIAA класса 6A они победили школу Коутсвилл со счетом 81:75, а Дюрен набрал 13 очков и сделал 8 подборов. Он набрал 20 очков, 6 подборов и 8 блок-шотов в их четвертьфинальной победе со счетом 62:51 над школой Пенридж, прежде сезон был отменён из-за пандемии COVID-19. В конце года он взял награды первой сборной всех лиг, первой сборной всех штатов.
На третьем курсе Дюрен перевёлся в Академию Монтверде в Монтверде, штат Флорида, которая находилась в процессе присоединения к независимой Национальной межшкольной баскетбольной конференции с другими элитными программами, такими как Оук-Хилл, Васатч Академи и Санрайз Кристиан, в разгар пандемии COVID-19. Дюрен был одним из пяти учеников младших курсов, включенных в предсезонную сборную Sports Illustrated. В январе 2021 года Дюрен показал отличные результаты, соревнуясь с талантами высокого уровня на St. James NIBC Invitational в Вашингтоне, округ Колумбия, включая игру SportsCenter Top 10 против  Васатч Академи. 11 марта Монтверде победил Санрайз Кристиан со счетом 61:57 и завоевал первый чемпионат NIBC, а Дюрен тогда набрал 13 очков и 7 подборов. В среднем он набирал 15,5 очков, 10,6 подборов и 2,4 блок-шота за игру в конференции NIBC.

## Карьера в колледже
6 августа 2021 года Дюрен выбрал выступать за «Мемфис», несмотря на предложения от «Кентукки», «Майами», клубов Джи-Лиги НБА и НБЛ. 19 ноября Дюрен набрал 19 очков, сделал 19 подборов и заблокировал 5 бросков в победной игре против «Вестерн Кентукки» (74:62). Он был включён в первую команду конференции AAC, а также назван Новичком года конференции. Дюрен привёл «Мемфис» к их первому появлению на турнире NCAA с 2014 года, выведя «Тайгерс» в 1/16 финала. Будучи новичком, он набирал в среднем 12 очков, 8,1 подбора и 2,1 блок-шота за игру. 18 апреля 2022 года Дюрен подал заявку на драфт НБА 2022 года, отказавшись от своего оставшегося права на поступление в колледж.

## Профессиональная карьера

### «Детройт Пистонс» (2022—настоящее время)
Дюрен был выбран под 13-м номером командой «Шарлотт Хорнетс» на драфте НБА 2022 года. В день драфта его права были проданы команде «Нью-Йорк Никс», а затем в «Детройт Пистонс». Дюрен вошёл в состав «Пистонс» на Летнюю лигу НБА 2022 года. В своем дебютном матче летней лиги Дюрен набрал 9 очков в победной игре против «Портленд Трэйл Блэйзерс» (81:78). 7 июля 2022 года Дюрен подписал контракт новичка с «Пистонс».
19 октября 2022 года Дюрен дебютировал в регулярном сезоне, набрав 14 очков, сделав 10 подборов и 3 блок-шота в победной игре над «Орландо Мэджик» (113:109).
10 февраля 2023 года Дюрен сделал дабл-дабл, набрав 30 очков и совершив 17 подборов, что стало для него рекордом в карьере, в победном матче против «Сан-Антонио Спёрс» (138:131). 31 октября 2023 года «Детройт Пистонс» воспользовались опцией своей команды, чтобы продлить его контракт ещё на один год. 28 января 2024 года Дюрен набрал 22 очка и сделал 21 подбор, что стало для него рекордом в карьере, в победной игре против «Оклахома-Сити Тандер» (120:104).

## Карьера за сборную
Дюрен играл за сборную США (до 16 лет) на юношеском чемпионате Америки 2019 года в Белене, Бразилия. Он набирал в среднем 10,3 очков, 8,2 подбора и 2 блока за игру и помог команде выиграть турнир.

## Статистика

### Статистика в НБА
| Сезон                                                                                    | Команда | Регулярный сезон | Регулярный сезон | Регулярный сезон | Регулярный сезон | Регулярный сезон | Регулярный сезон | Регулярный сезон | Регулярный сезон | Регулярный сезон | Регулярный сезон | Регулярный сезон | Серия плей-офф | Серия плей-офф | Серия плей-офф | Серия плей-офф | Серия плей-офф | Серия плей-офф | Серия плей-офф | Серия плей-офф | Серия плей-офф | Серия плей-офф | Серия плей-офф |
| Сезон                                                                                    | Команда | GP               | GS               | MPG              | FG%              | 3P%              | FT%              | RPG              | APG              | SPG              | BPG              | PPG              | GP             | GS             | MPG            | FG%            | 3P%            | FT%            | RPG            | APG            | SPG            | BPG            | PPG            |
| ---------------------------------------------------------------------------------------- | ------- | ---------------- | ---------------- | ---------------- | ---------------- | ---------------- | ---------------- | ---------------- | ---------------- | ---------------- | ---------------- | ---------------- | -------------- | -------------- | -------------- | -------------- | -------------- | -------------- | -------------- | -------------- | -------------- | -------------- | -------------- |
| 2022/23                                                                                  | Детройт | 67               | 31               | 24,9             | 64,8             | 0,0              | 61,1             | 8,9              | 1,1              | 0,7              | 0,9              | 9,1              | Не участвовал  | Не участвовал  | Не участвовал  | Не участвовал  | Не участвовал  | Не участвовал  | Не участвовал  | Не участвовал  | Не участвовал  | Не участвовал  | Не участвовал  |
| 2023/24                                                                                  | Детройт | 61               | 60               | 29,1             | 61,9             | 0,0              | 79,0             | 11,6             | 2,4              | 0,5              | 0,8              | 13,8             | Не участвовал  | Не участвовал  | Не участвовал  | Не участвовал  | Не участвовал  | Не участвовал  | Не участвовал  | Не участвовал  | Не участвовал  | Не участвовал  | Не участвовал  |
|                                                                                          | Всего   | 128              | 91               | 26,9             | 63,1             | 0,0              | 70,7             | 10,2             | 1,7              | 0,6              | 0,8              | 11,4             | Не участвовал  | Не участвовал  | Не участвовал  | Не участвовал  | Не участвовал  | Не участвовал  | Не участвовал  | Не участвовал  | Не участвовал  | Не участвовал  | Не участвовал  |
| Наведите курсор мыши на аббревиатуры в заголовке таблицы, чтобы прочесть их расшифровку. |         |                  |                  |                  |                  |                  |                  |                  |                  |                  |                  |                  |                |                |                |                |                |                |                |                |                |                |                |

### Статистика в NCAA
| Сезон | Команда | Conf  | Class | GP | GS | MPG  | FG%  | 3P% | FT%  | RPG | APG | SPG | BPG | PPG  |
| --- | ------- | ----- | ----- | -- | -- | ---- | ---- | --- | ---- | --- | --- | --- | --- | ---- |
| 2021/22 | Мемфис  | AAC   | FR    | 29 | 29 | 25,3 | 59,7 | 0,0 | 62,5 | 8,1 | 1,3 | 0,8 | 2,1 | 12,0 |
| Всего | Всего   | Всего | Всего | 29 | 29 | 25,3 | 59,7 | 0,0 | 62,5 | 8,1 | 1,3 | 0,8 | 2,1 | 12,0 |
| Наведите курсор мыши на аббревиатуры в заголовке таблицы, чтобы прочесть их расшифровку Статистика приведена с сайта sports-reference.com |         |       |       |    |    |      |      |     |      |     |     |     |     |      |